# Giba (Italia)
Giba  es un municipio de Italia de 2.144 habitantes en la provincia de Cerdeña del Sur, región de Cerdeña.
De la época prehistórica se encuentran algunos nuragas, domus de janas y tumbas de los gigantes. También se documentan evidencias de ocupación fenicia y bizantina. En 1323 los aragonenses desembarcaron en la región con alrededor de cien barcos en el Golfo de Palmas, y dominaron en la región durante cerca de 400 años. La actividad económica se basa en la agricultura, ganadería, y viticultura.

## Lugares de interés
- Iglesia parroquial de San Giuseppe Sposo, situada en la fracción de Villarois.
- Iglesia de Santa Marta, en la fracción de Villarois.

## Galería fotográfica

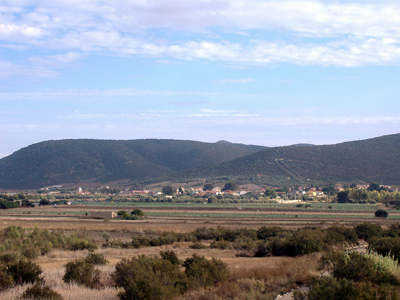
Giba, visto desde el lago de Montepranu.
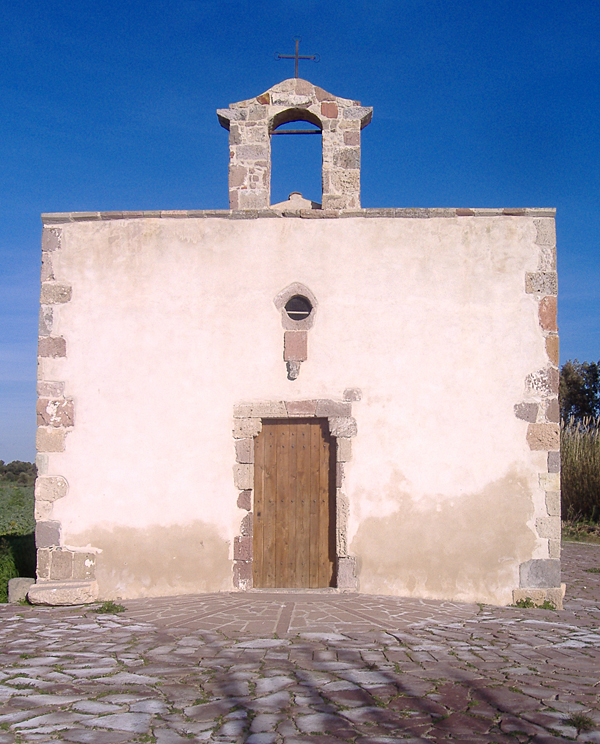
Iglesia de Santa Marta.
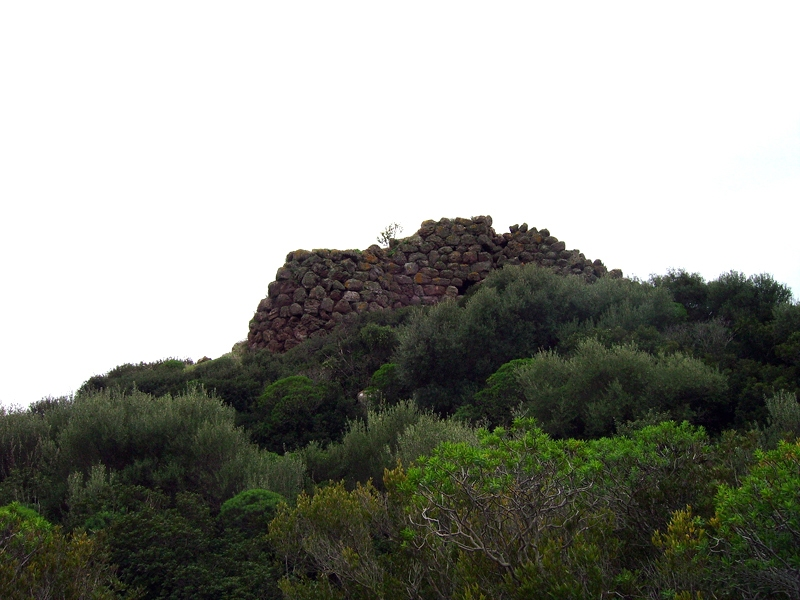
Nuraga Meurra, exterior.
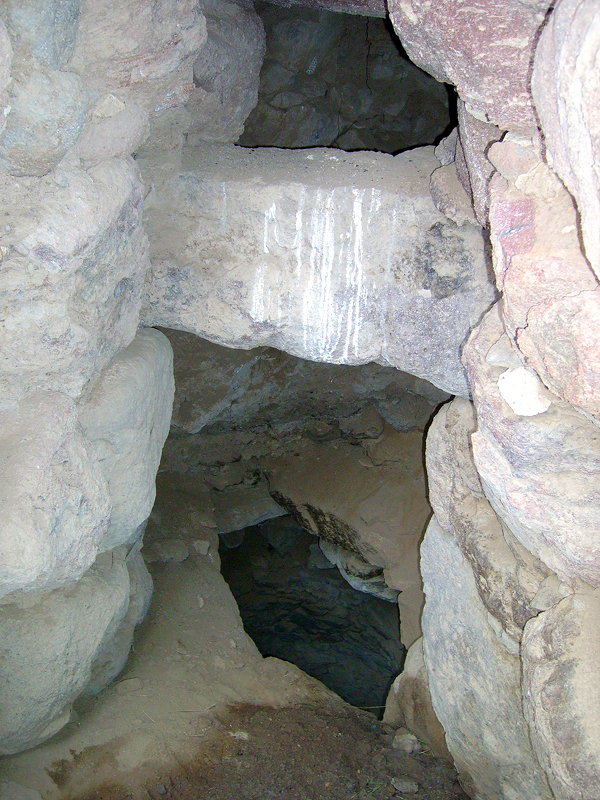
Nuraga Meurra, interior.

## Evolución demográfica
| Gráfica de evolución demográfica de Giba entre 1861 y 2001 |
|                                                            |
| Fuente ISTAT - Elaboración gráfica de Wikipedia            |